# Robert de Turotte
Robert de Turotte, auch Robert de Thourotte, Robert de Thorotte oder Robert de Thorote (* vor 1177; † 16. Oktober 1246 in Fosses) war ein wallonischer Geistlicher und Bischof von Lüttich.

## Leben
Er entstammte dem niederen Adelsgeschlecht der Thorotte und war der Sohn von Jean I., Seigneur de Thorotte et de Noyon († 1177) und dessen Ehefrau Alix (Adèle), einer Tochter von Robert I. Graf von Dreux aus dem Haus Frankreich-Dreux. Von 1227 bis 1232 war er Kanoniker in Laon und wurde anschließend Bischof von Langres. Am 3. August 1240 wurde er zum Bischof von Lüttich erwählt. Im Jahr 1246 ordnete er mit dem Pastoralbrief Inter alia mira für seine Diözese die Feier des Fronleichnamsfestes an, dessen Einführung in der Gesamtkirche er unterstützte.
Robert de Turotte starb in der Zisterzienser-Abtei Fosses. Das Fronleichnamsfest feierten die Dominikaner von St. Martin in Lüttich im Jahr darauf (1247) zum ersten Mal.